# Mięsień rylcowo-gardłowy

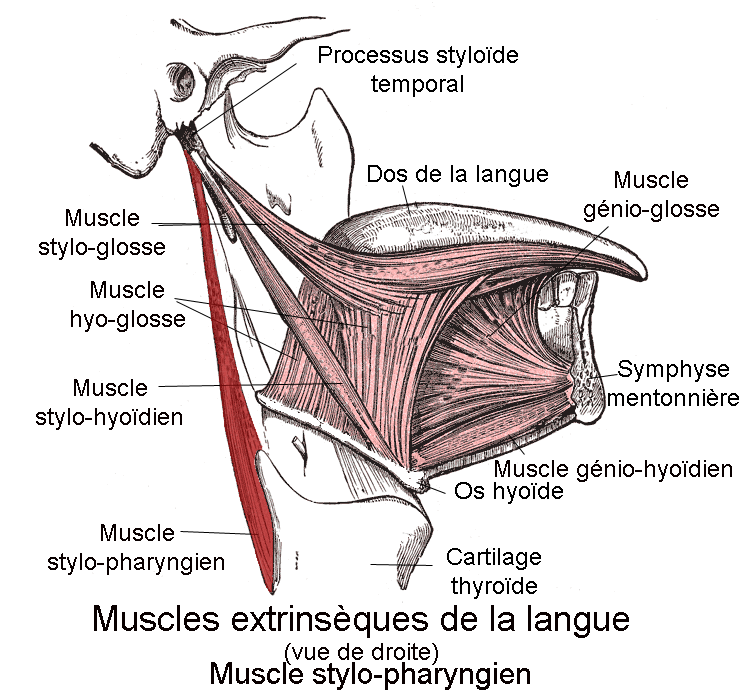
Mięsień rylcowo-gardłowy na schemacie mięśni w okolicy gardła (zaznaczony na ciemno-czerwono – musculus stylo-pharyngien)

Mięsień rylcowo-gardłowy (łac. musculus stylopharyngeus) – w anatomii człowieka jeden z trzech (obok mięśnia trąbkowo-gardłowego, mięśnia podniebienno-gardłowego) mięśni dźwigaczy gardła, które swoją funkcję pełnią dzięki przyczepom do podstawy czaszki.
Mięsień rylcowo-gardłowy przyczepia się do wyrostka rylcowatego kości skroniowej jako jedna ze składowych tzw. bukietu Riolana, przyczepów 3 mięśni rozpoczynających się na wyrostku rylcowatym, z czego ten jest najbardziej do tyłu. Przyczep końcowy znajduje się w błonie włóknistej bocznej ściany części krtaniowej gardła, ale dosięga także torebki migdałków podniebiennych, górnego brzegu chrząstki tarczowatej i pierścieniowatej krtani oraz przedniej powierzchni nagłośni. Jest długi, wysmukły i okrągławy w części górnej, a szeroki i cienki w części dolnej.
Mięsień biegnie między mięśniem zwieraczem górnym a mięśniem zwieraczem środkowym gardła, tam też wnika w ścianę gardła łącząc się z włóknami mięśnia podniebienno-gardłowego. Razem tworzą najgłębszą mięśniową warstwę gardła. Górna część mięśnia leży między tętnicami szyjnymi wewnętrzną a zewnętrzną. Od tyłu objęty jest nerwem językowo-gardłowym, który go unerwia gałązkami. Mięsień rylcowo-gardłowy powstaje z III łuku skrzelowego.